# Tornádo v Litovli

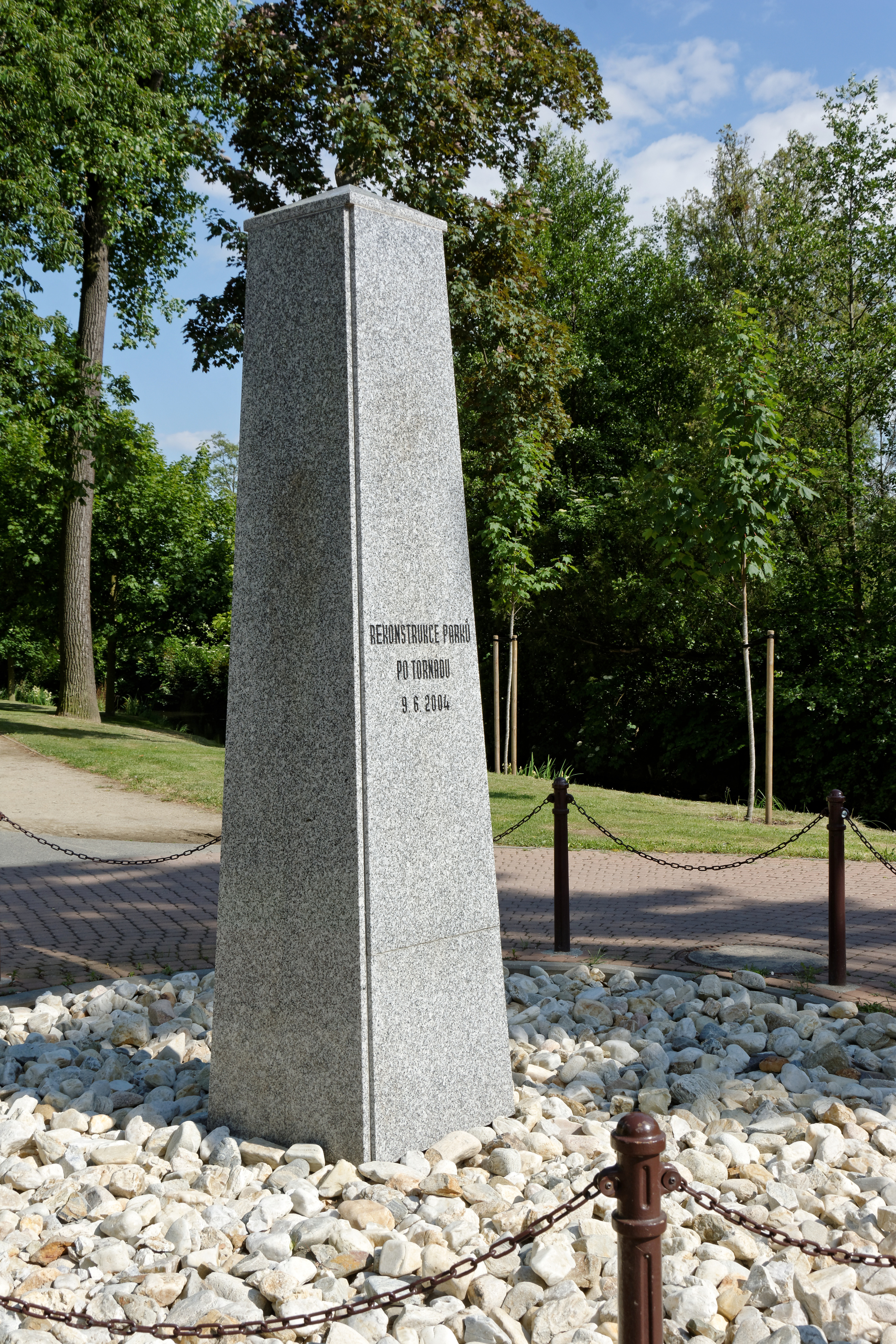
Památník rekonstrukce parků v Litovli po tornádu

Tornádo v Litovli bylo tornádo, které se prohnalo městem Litovel ve středu 9. června 2004. Jednalo se o tornádo síly F3, což odpovídá rychlosti větru 252 až 332 km/h.  Živel zasáhl přibližně třetinu desetitisícového města a způsobil škody za více než 100 milionů korun. Jen v litovelském pivovaru odhadli škodu na 30 milionů. Brázda největších škod se táhla podél ramene řeky Moravy v poměrně úzkém pásu od Vísky k pivovaru a Chořelicím až k Březovému. Nejpostiženější částí Litovle byla ulice G. Frištenského a nejbližší okolí. Smršť zde lámala stromy, vyrážela dveře a okna a odnášela střechy. Staticky bylo narušeno 11 domů, u dvou nařízena demolice. Bezpečnostní rada Olomouckého kraje vyhlásila stav nebezpečí pro město i jeho místní část Chořelice. Do odstraňování škod byl zapojen celý integrovaný záchranný systém Olomouckého kraje a pomáhala i armáda.